# Гитов
Гитов (на нидерландски: geitouw) са въжета, част от бягащия такелаж, с помощта на които се подтягат шкотовите ъгли на правите платна по средата на реите. За всеки шкотов ъгъл на правото платно има свой гитов. Неговия корен е закрепен на рея недалеч от мачтата и води към блок в шкотовия ъгъл на платното, после отново към реята. След това гитовия се провежда през гитов-блок, намиращ се близо до мястото на закрепване на коренния край, и през блок, закрепен на вантите, надолу, където се закрепват за клема (утка) или нагелна планка при мачтата.
При косите платна (триселите) гитовите подтягат задната шкаторина към гафела или към мачтата. Гитовия, подтягащ шкаторината към гафела, се нарича горен гитов, а подтягащия към мачтата – долем. Корена на гитовия се закрепва по средата на задната шкаторина на триселите и се провежда през блок под петата на гафела.
Към имената на гитовите се добавят наименованията на платната, които те обслуживат, например: фор-марс-гитов, грот-брам-гитов, бизан-гитов.
При снаряжаването на тази част от такелажа се използва гитов-блок (глух блок) – специален блок със затворен шкив (ролка), конструкцията на който изключва попадането на платното между шкива и гитовия по време на свалянето на платното.